# Picarosu
Picarosu es una entidad de población española de la parroquia de Castañedo, perteneciente al concejo de Grado, en la comunidad autónoma de Asturias.

## Toponimia
El lugar puede aparecer referido como «Picarosu» y «Picaroso».

## Historia
Hacia mediados del siglo XIX, el lugar, ya por entonces perteneciente al municipio de Grado, tenía contabilizada una población de 122 habitantes. Aparece descrito en el decimotercer volumen del Diccionario geográfico-estadístico-histórico de España y sus posesiones de Ultramar de Pascual Madoz con las siguientes palabras:

PICAROSO: l. en la prov. de Oviedo, ayunt. de Grado y felig. de San Vicente de Castañedo: sit. en la montaña que media entre el Cubia y sierra de Sta. Marina. Sus cas. estan esparcidos por la altura y pendiente de la montaña, la cual está dividida en dos cumbres por una cortadura ó encañada; llamándose la Acebal la que está á la parte occidental y forma con la sierra de Santa Marina la encañada que pasa por debajo de San Juan de Leñapañada, por donde corre el arroyo que viene de la cancelada que divide la Allera y Sta. Marina y va á Grado con el nombre de r. de la Calle. terreno: calizo y poco fértil. prod.: maiz, escanda, centeno, habas, patatas y otros frutos. pobl.: 30 vec., 122 almas.
(Madoz, 1849, p. 9)

En 2023, la entidad singular de población tenía empadronados 61 habitantes.